# Il vampiro del mare
Il vampiro del mare (The Sea Bat) è un film del 1930 diretto da Wesley Ruggles. Questi fu rimpiazzato da Lionel Barrymore ma nessuno dei due registi appare come accreditato. Prodotto e distribuito dalla MGM, il film uscì in sala il 5 luglio 1930.

## Trama
Portuga è un'isola delle Indie Occidentali dove si pratica la pesca delle spugne. La zona migliore per la pesca è però particolarmente pericolosa per i pescatori, perché è frequentata da una manta gigante che attacca e uccide. Nina, figlia di un pescatore, piange l'amato, morto in mare. La ragazza promette la sua mano a colui che catturerà il gigante del mare. Viene confortata dall'arrivo di un nuovo pastore che sembra molto interessato al bando di cattura di un prigioniero fuggito dalla vicina Isola del Diavolo.

## Produzione
Prodotto dalla MGM, fu girato in Messico, a Mazatlán, Sinaloa. Le riprese iniziarono il 2 agosto 1929.

## Distribuzione
Distribuito dalla MGM, il film uscì nelle sale statunitensi il 5 luglio 1930.
Entrato nel catalogo della Turner Library Print con una copia di 68 minuti.

### Data di uscita
IMDb
- USA The Sea Bat    5 luglio 1930	(titolo originale)
- Finlandia  	2 febbraio 1931

Alias
- The Sea Bat	USA (titolo originale)
- Il vampiro del mare	Italia